# Adrien Philippe

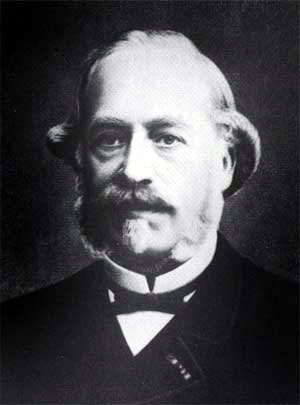
Jean Adrien Philippe (1815–1894)

Jean Adrien Philippe (* 1815 in La Bazoche-Gouet; † 5. Januar 1894 in Plainpalais) war ein französischer Uhrmacher und Erfinder.

## Leben und Erfindungen
Philippe, der als Sohn eines Uhrmachers in Frankreich geboren wurde, absolvierte seine Ausbildung bei seinem Vater. Ab 1836 arbeitete er in Le Locle und in London. Er erfand 1842 die Remontoiruhr, die erste Taschenuhr mit Kronenaufzug. Damit zusammenhängend löste er zwischen 1840 und 1860 das Problem der Zeigerstellung von der Aufzugskrone her und ermöglichte dadurch die Entwicklung von praktikablen Armbanduhren. 1844 erhielt er für diese Erfindung eine Goldmedaille auf der Pariser Weltausstellung, 1845 ließ er sie patentieren. 1851 heiratete er die Französin Marie Anne Bailly. Aus der Ehe gingen fünf Kinder hervor. 1863 veröffentlichte er sein Werk Les montres sans clef in Genf und Paris. Eine weitere revolutionäre Erfindung Philippes war ein Mechanismus für einen Ewigen Kalender, der nicht mehr manuell korrigiert werden musste. Dieser Mechanismus wurde 1889 patentiert.

## Firma
Die Erfindung der Remontoiruhr brachte Philippe in Kontakt mit Antoine de Patek, dem Inhaber der Firma Patek, Czapek & Co. Patek machte ihn zum Teilhaber; ab 1851 war Philippes Nachname Bestandteil des Firmennamens Patek Philippe. Nach Pateks Tod 1877 leitete Philippe die Firma alleine. 1891 übernahm sein Sohn Joseph-Emile die Geschäftsleitung.